# يوحنا بولس وايلد
يوحنا بولس وايلد (بالإنجليزية: John Paul Wild)‏ (و. 1923 – 2008 م) هو عالم فلك من أستراليا . ولد في شفيلد . وكان عضواً في الجمعية الملكية، والأكاديمية الأمريكية للفنون والعلوم .
توفي في كانبرا، عن عمر يناهز 85 عاماً.

## جوائز
حصل على جوائز منها:
- ميدالية هرشل (1974)
- ميدالية الذكرى المئوية
- وسام أستراليا
- قلادة ملكية
- قائد وسام الامبراطورية البريطانية
- زميل في الجمعية الملكية.